# 赫爾維希亞鎮區 (伊利諾伊州麥迪遜縣)
赫爾維西亞鎮區（英語：Helvetia Township）是位於美國伊利諾伊州麥迪遜縣的一個行政鎮區。

## 地方資料
根據2010年美國人口普查的數據，赫爾維西亞鎮區的面積為93.70平方千米，當中陸地面積為92.90平方千米，而水域面積為0.80平方千米。當地共有人口8567人，而人口密度為每平方千米91.43人。